# Rejet (versification)
Pour les articles homonymes, voir rejet.
Le rejet est un procédé métrique de la poésie qui consiste grâce à un enjambement à placer au début du vers, afin de le mettre en relief, un mot ou un groupe de mots qui appartient, par la construction syntaxique et le sens, au vers précédent.

## Explicitations et exemples
Le rejet  apparaît comme une accentuation particulière de l’enjambement. Il est constitué par un élément bref (quelques syllabes suivies d’une coupe marquée) lié syntaxiquement au vers précédent mais reporté (« rejeté ») au début du vers suivant pour créer un effet de soulignement et de surprise après l’atténuation forte de la pause traditionnelle en fin de vers.
Exemple :
« Et dès lors, je me suis baigné dans le poème
De la mer, infusé d’astres et lactescent » Rimbaud – Le bateau ivre’’ (vers 21-22)

D’un emploi très ancien, le rejet a été mis en valeur par la poésie romantique qui le revendiquait comme une marque de liberté et d’expressivité, allant jusqu’à des constructions provocantes comme celle de Victor Hugo dans les premiers vers d’Hernani :
« Serait-ce déjà lui? C'est bien à l'escalier
Dérobé. »

## Remarques
- Le procédé opposé (mise en valeur d’un élément bref à la fin d’un vers qui enjambe sur le suivant) s’appelle le contre-rejet.
- On rencontre parfois l’association des deux procédés (rejet et contre-rejet) pour renforcer l’effet stylistique. Exemples :
  - « L’empereur se tourna vers Dieu ; l’homme de gloire (contre-rejet)
Trembla (rejet), Napoléon comprit qu’il expiait… » Victor Hugo  « L’Expiation », vers 62-63 Les Châtiments
  - « Et, l’Amour comblant tout, hormis (contre-rejet)
La faim (rejet), sorbets et confitures
Nous préservent des courbatures. » Verlaine – Fêtes galantes – « Cythère»(vers 10-12)
- Il faut prendre garde à ne pas le confondre avec l'enjambement dont il n’est qu’une accentuation particulière.